# NGC 4738
NGC 4738 je spiralna galaktika u zviježđu Berenikinoj kosi. 

## Vanjske poveznice
- (engl.) SEDS: NGC 4738
- (engl.) Revidirani Novi opći katalog
- (engl.) Izvangalaktička baza podataka NASA-e i IPAC-a
- (engl.) Astronomska baza podataka SIMBAD
- (engl.) VizieR